# Tethyaster grandis
Tethyaster grandis är en sjöstjärneart som först beskrevs av Addison Emery Verrill 1899.  Tethyaster grandis ingår i släktet Tethyaster och familjen kamsjöstjärnor. Inga underarter finns listade i Catalogue of Life.